# Les Belleville
Pour les articles homonymes, voir Belleville.
Les Belleville sont une commune nouvelle située dans le département de la Savoie en région Auvergne-Rhône-Alpes.
Elle est créée le 1er janvier 2016 par le regroupement des communes de Saint-Martin-de-Belleville et de Villarlurin qui deviennent des communes déléguées.
Le 1er janvier 2019, elle s'étend à la commune de Saint-Jean-de-Belleville, qui devient également commune déléguée.

## Géographie

### Localisation
La commune est située à quelques kilomètres au sud de Moûtiers. Elle est traversée notamment par les routes départementales D 96 et D 117 qui permettent l'accès aux stations des Menuires et de Val Thorens.
Le Doron de Belleville y prend sa source, à 2 749 m d'altitude.

### Communes limitrophes
Le territoire de la commune est limitrophe de ceux de onze communes :
| Les Avanchers-Valmorel            | Salins-Fontaine                                    | Brides-les-Bains          |
| Montaimont                        | Belleville                                         | Les Allues                |
| Saint-Julien-Mont-Denis Hermillon | Saint-Michel-de-Maurienne Saint-Martin-de-la-Porte | Modane Saint-André Orelle |

## Urbanisme

### Typologie
Au 1er janvier 2024, Les Belleville sont catégorisées commune rurale à habitat dispersé, selon la nouvelle grille communale de densité à sept niveaux définie par l'Insee en 2022.
Elle est située hors unité urbaine et hors attraction des villes,.

## Toponymie
Il convient de se reporter aux articles consacrés aux anciennes communes fusionnées.

## Histoire
Créée par un arrêté préfectoral du 5 novembre 2015, elle est issue du regroupement des deux communes de Saint-Martin-de-Belleville et de Villarlurin qui deviennent des communes déléguées. Son chef-lieu est fixé à Saint-Martin-de-Belleville.
Le 1er janvier 2019, elle s'étend à la commune de Saint-Jean-de-Belleville.

## Politique et administration

### Administration municipale
Avant les élections municipales de 2020, le conseil municipal de la nouvelle commune était constitué de l'ensemble des conseillers municipaux des anciennes communes.
| Période      | Période  | Identité        | Étiquette | Qualité |
| ------------ | -------- | --------------- | --------- | --- |
| Janvier 2016 | 2020     | André Plaisance | DVD       | Ancien maire de Saint-Martin-de-Belleville Réélu maire de la commune nouvelle pour le mandat 2019-2020                                                                                     |
| 2020         | En cours | Claude Jay      | DVD       | Élu conseiller municipal en 1983, puis adjoint au maire de 1989 à 2008, Claude Jay est ensuite élu 1er adjoint au maire en 2014. Il devient le 1er magistrat de la commune le 23 mai 2020. |

### Communes déléguées
| Nom                                | Code Insee | Intercommunalité      | Superficie (km2) | Population (dernière pop. légale) | Densité (hab./km2) |
| ---------------------------------- | ---------- | --------------------- | ---------------- | --------------------------------- | ------------------ |
| Saint-Martin-de-Belleville (siège) | 73257      | CC Cœur de Tarentaise | 161,79           | 2 618 (2016)                      | 16                 |
| Saint-Jean-de-Belleville           | 73244      | CC Cœur de Tarentaise | 59,60            | 548 (2014)                        | 9,2                |
| Villarlurin                        | 73321      | CC Cœur de Tarentaise | 5,45             | 319 (2013)                        | 59                 |

## Population et société

### Démographie
L'évolution du nombre d'habitants est connue à travers les recensements de la population effectués dans la commune depuis sa création.

En 2022, la commune comptait 3 488 habitants, en stagnation par rapport à 2016 (Savoie : +3,63 %, France hors Mayotte : +2,11 %).
| 2014  | 2019  | 2022  |
| ----- | ----- | ----- |
| 2 992 | 3 494 | 3 488 |

## Économie
La commune des Belleville réunit trois stations de sports d'hiver, celle de Val Thorens, des Menuires et de Saint-Martin-de-Belleville. Ces trois stations appartiennent au grand domaine skiable des Trois Vallées.
La capacité d'accueil de la commune et des trois stations, par des infrastructures marchandes et non marchandes, est estimée à un peu plus de 68 699 lits, pour 9 158 établissements, en 2018. La capacité strictement touristique (marchande) est estimée à environ 29 146 lits à cette date.
Il convient également de se reporter aux articles consacrés aux anciennes communes fusionnées.

## Culture locale et patrimoine
Il convient de se reporter aux articles consacrés aux anciennes communes fusionnées.
- Chapelle de Notre-Dame-de-la-Vie.
- Église Saint-Jean-Baptiste, remaniée entre les XVIIe et XVIIIe siècles dans un style baroque[10].
- Chapelle Notre-Dame-des-Grâces, construite entre 1734 et 1741, dans un style baroque[11] juste en aval de Saint-Jean-de-Belleville, donc sur la D 117 entre Villarly et Saint-Jean-de-Belleville.

## Enseignement
La commune des Belleville possède une crèche, 5 écoles. Le collège et le lycée se poursuivent généralement à Moutiers.